# Istar
Istar (H. 130) je balet o třech jednáních s hudbou Bohuslava Martinů z roku 1921, poprvé uveden v roce 1924. Jeho námět pochází ze sumerské mytologie.
V roce 1919 uvedl Martinů Českou rapsodii a díky jejímu úspěchu byl záhy přijat do řad uznávaných skladatelů (stal se členem Ochranného sdružení spisovatelů, skladatelů a nakladatelů hudebních děl). Už v té době ale podle dokladů pracoval na partituře Istar. Pro své první závažné jevištní dílo si vybral námět ze sumerské mytologie, které před tím literárně zpracoval Julius Zeyer. Při přípravě libreta spolupracoval s historikem Jaromírem Boreckým.

## Děj
I. jednání: Smrt Tammuze. Královna podsvětí Irkalla uloupila královně Istar jejího milence Tammuze. Istar ho po dlouhém hledání nalezne, ale v zápase s Irkallou a její družinou ho znovu ztrácí. Přesto se nevzdává a rozhodne se vyrazit za ním do podsvětí.
II. jednání: Láska královny Istar. Istar prošla třemi branami až před Irkallu bez ozdob, které musela nechat u bran. Vyzve ji k zápasu a za její tanec lásky jí bohové přisoudil vítězství. Tammuz a Istar se vracejí na zem.
III. jednání: Znovuzrození jara. Země po odchodu Istar smutnila a propadla se do zimy. S jejím návratem ale nastává jaro. Istar děkuje bohům za záchranu a ti ji na oplátku i s Tammuzem činí nesmrtelnými a vynáší je do nebe.

## Uvedení
Martinů zadal Istar Národnímu divadlu, které již před tím odmítlo jeho Stín a Noc. V tomto případě ale nyní už známější skladatel uspěl, smlouvu podepsal v červenci 1923. Balet byl poprvé uveden 11. září 1924 na scéně Národního divadla v choreografii Remislava Remislavského. Hlavní roli tančila Jelizaveta Nikolská. Remislavský sáhl po modernějších prostředcích, nechal se vzhledem kostýmů inspirovat Isadorou Duncanovou, ale choreografie byla statická a nenápaditá.
Nikolská v roce 1933 pravděpodobně hudbu z baletu využila při svém sólovém vystoupení s užitím básně Březinovy básně Ruce, stalo se tak bez skladatelova vědomí.
V roce 1948 Martinů jednal se Sašou Machovem o znovuuvedení ve zkrácené verzi, na scénu Národního divadla se ale Istar vrátila až v roce 1964 v choreografii Jiřího Blažka. Balet se ve stejném roce hrál také v Liberci a o tři roky později v Plzni.